# Роки Балбоа (филм)
Роки Балбоа (енгл. Rocky Balboa, познат и као Роки VI) амерички је спортски драма филм из 2006. године у режији и по сценарију Силвестера Сталонеа, док су продуценти филма Чарлс Винклер, Били Чартоф, Дејвид Винклер и Кевин Кинг. Филмску музику је компоновао Бил Конти. Представља наставак филма Роки 5 из 1990. и шести од девет филмова из франшизе Роки.
Насловну улогу тумачи Сталоне као боксер Роки Балбоа, док су у осталим улогама Берт Јанг, Антонио Тарвер, Мајло Вентимилија, Џералдина Хјуз, Тони Бартон и Педро Ловел. Дистрибуиран од стране МГМ-а у Сједињеним Државама и 20th Century Studios у остатку света, светска премијера филма је била одржана 20. децембра 2006.
Буџет филма је износио 24 милиона долара, а зарада од филма је 156,2 милиона долара. Спиноф Крид: Рађање легенде приказан је 2015. године.

## Радња
Пре 30 година Роки је био човек без будућности који је радио за ситног зеленаша. Када му се, лудом срећом, указала прилика да се бори против званичног шампиона, Апола Крида, била је то животна прилика.
Желео је само да издржи што дуже. Његова храброст и упорност улиле су му наду. Сада, слава је дошла и прошла и Роки Балбоа, некада италијански пастув, проводи вечери причајући старе приче гостима свог ресторана "Код Адријане", названог по његовој покојној жени, за којом жали у тишини.
Његов син не жели да проводи време с њим. Сувише је заузет покушавајући да живи свој живот.
Када случајна компјутерска симулација упари Рокија са Мејсоном Диксоном, актуелним шампионом тешке категорије, бокс поново заокупља машту јавности.
Све изгледа као шала. Међутим, за Рокија, готово двоструко старијег од противника, прилика за борбу је друга шанса, за коју је мислио да је никада неће добити - прилика да докаже себи и онима које воли да, док се тело мења, срце само постаје јаче.

## Улоге
| Глумац            | Улога             |
| ----------------- | ----------------- |
| Силвестер Сталоне | Роки Балбоа       |
| Берт Јанг         | Поли Пенино       |
| Антонио Тарвер    | Мејсон Диксон     |
| Џералдина Хјуз    | Мари              |
| Мајло Вентимилија | Роки Балбоа млађи |
| Тони Бартон       | Тони Еверс        |
| Педро Ловел       | Спајдер Рико      |